# Dialectica permixtella
Dialectica permixtella là một loài bướm đêm thuộc họ Gracillariidae. Nó được tìm thấy ở Cộng hòa Dominica và Grenada.